# ۱۲۹۴ (خورشیدی)
۱۲۹۴ هزار و دویست و نود و چهارمین سال هجری خورشیدی است.

## زادگان
- ۱ مهر - پرویز شاهین‌خو، بازیگر تئاتر، سینما و تلویزیون
- لطف الله مفخم پایان، موسیقیدان، آهنگساز ایرانی
- امانوئل ملیک اصلانیان، (به ارمنی: Էմանուէլ Մելիք- Ասլանեան)، موسیقی‌دان، آهنگساز، نظریه‌پرداز موسیقی کلاسیک، نوازنده شهیر پیانو و ارمنی‌تبار اهل ایران بود.
- علی‌اصغر امیرانی، بنیان‌گذار، مدیر و نویسنده مجله خواندنیها بود که در اوایل انقلاب ایران اعدام شد.
- نصرت‌الله امینی، فعال سیاسی ملی‌گرای ایرانی بود.[۱]
- فلیکس آقایان، (به ارمنی: Ֆելիքս Աղայան)، وی فرزند آلکساندر آقایان، نماینده دوره پنجم مجلس شورای ملی بود.
- جعفر بدیعی، روزنامه‌نگار ایرانی و از بنیان‌گذاران مجله کیهان بچه‌ها بود.

## درگذشتگان
- ۱۲ شهریور - رئیس‌علی دلواری، رهبر قیام در تنگستان و بوشهر علیه نیروهای بریتانیا در دوره جنگ جهانی اول بود و با شجاعت‌های خود از ایران دفاع کرد و کشته شد.
- آقا حسینقلی فراهانی، از نوازندگان بزرگ تار در اواخر دورهٔ قاجار.